# Ruder-Weltmeisterschaften 2013

Offizielles Logo

Die Ruder-Weltmeisterschaften 2013 fanden vom 25. August bis 1. September 2013 auf dem Tangeumsee in Chungju (Südkorea) statt. Bei der Veranstaltung wurden Ruder-Weltmeister in 27 Bootsklassen ermittelt, davon 13 für Männer, 9 für Frauen und 5 für Pararuderer.
Den Zuschlag erhielt die Bewerbung aus Chungju im August 2009 auf einem Kongress des Weltruderverbandes (FISA) in Posen. Für die Veranstaltung hatte sich auch die deutsche Stadt Brandenburg an der Havel beworben und dazu die Regattastrecke Beetzsee erheblich modernisiert.
Insgesamt meldeten 73 Nationen mit 948 Sportlern und 384 Booten in die 27 Bootsklassen. Die meisten Sportler stellten die Vereinigten Staaten mit 87 Athleten. Somit besetzten sie alle Bootsklassen. Deutschland stellte 53 Sportler und besetzte somit 20 Boote. Österreich ruderte in fünf Bootsklassen mit insgesamt 10 Sportlern. Die Schweiz ging ebenfalls mit 10 Sportlern und fünf Bootsklassen an den Start.

## Ergebnisse

### Männer
| Bootsklasse                                  | Gold | Gold    | Silber | Silber  | Bronze | Bronze  |
| -------------------------------------------- | --- | ------- | --- | ------- | --- | ------- |
| Einer (M1x)                                  | Tschechien Ondřej Synek | 6:45,24 | Kuba Ángel Fournier | 6:48,91 | Deutschland Marcel Hacker | 6:49,39 |
| Doppelzweier (M2x)                           | Norwegen Nils Jakob Hoff Kjetil Borch | 6:09,51 | Litauen Rolandas Maščinskas Saulius Ritter | 6:10,87 | Italien Francesco Fossi Romano Battisti | 6:12,54 |
| Doppelvierer (M4x)                           | Kroatien David Šain Martin Sinković Damir Martin Valent Sinković                                                                                               | 5:53,57 | Deutschland Karl Schulze Paul Heinrich Lauritz Schoof Tim Grohmann                                                                                        | 5:54,39 | Vereinigtes Königreich Graeme Thomas Sam Townsend Charles Cousins Peter Lambert                                                                             | 5:54,78 |
| Zweier mit Steuermann (M2+)                  | Italien Luca Parlato Vincenzo Abbagnale Enrico D’Aniello (Stm.)                                                                                                | 7:09,15 | Deutschland Paul Schröter Bastian Bechler Jonas Wiesen (Stm.)                                                                                             | 7:12,34 | Frankreich Matthieu Moinaux Laurent Cadot Benjamin Manceau (Stm.)                                                                                           | 7:13,50 |
| Zweier ohne Steuermann (M2-)                 | Neuseeland Eric Murray Hamish Bond | 6:34,98 | Frankreich Germain Chardin Dorian Mortelette | 6:41,74 | Niederlande Rogier Blink Mitchel Steenman | 6:45,67 |
| Vierer ohne Steuermann (M4-)                 | Niederlande Boaz Meylink Kaj Hendriks Mechiel Versluis Robert Lücken                                                                                           | 6:13,95 | Australien William Lockwood Alexander Lloyd Spencer Turrin Joshua Dunkley-Smith                                                                           | 6:14,58 | Vereinigte Staaten Grant James Seth Weil Henrik Rummel Michael Gennaro                                                                                      | 6:15,46 |
| Achter (M8+)                                 | Vereinigtes Königreich Daniel Ritchie Tom Ransley Alex Gregory Peter Reed Mohamed Sbihi Andrew Triggs Hodge George Nash William Satch Phelan Hill (Stm.)       | 5:30,35 | Deutschland Hannes Ocik Maximilian Munski Eric Johannesen Maximilian Reinelt Anton Braun Felix Drahotta Richard Schmidt Kristof Wilke Martin Sauer (Stm.) | 5:30,89 | Vereinigte Staaten Ian Silveira Ross James Nareg Guregian Ambrose Puttmann Austin Hack Stephen Kasprzyk Thomas Dethlefs Thomas Peszek Zachary Vlahos (Stm.) | 5:33,92 |
| Leichtgewichts-Einer (LM1x)                  | Dänemark Henrik Stephansen | 7:11,13 | Frankreich Jérémie Azou | 7:12,94 | Ungarn Péter Galambos | 7:14,38 |
| Leichtgewichts-Doppelzweier (LM2x)           | Norwegen Kristoffer Brun Are Strandli | 6:36,04 | Schweiz Simon Schürch Mario Gyr | 6:37,11 | Vereinigtes Königreich Richard Chambers Peter Chambers | 6:38,04 |
| Leichtgewichts-Doppelvierer (LM4x)           | Griechenland Georgios Konsolas Spyridon Giannaros Panagiotis Magdanis Eleftherios Konsolas                                                                     | 6:03,44 | Deutschland Moritz Moos Julius Peschel Jonas Schützeberg Jason Osborne                                                                                    | 6:05,55 | Italien Paolo Ghidini Matteo Mulas Andrea Cereda Francesco Rigon                                                                                            | 6:07,19 |
| Leichtgewichts-Zweier ohne Steuermann (LM2-) | Schweiz Simon Niepmann Lucas Tramèr | 6:49,85 | Italien Elia Luini Martino Goretti | 6:51,48 | Vereinigtes Königreich Sam Scrimgeour Mark Aldred | 6:52,08 |
| Leichtgewichts-Vierer ohne Steuermann (LM4-) | Dänemark Kasper Winther Jacob Larsen Jacob Barsøe Morten Jørgensen                                                                                             | 5:55,68 | Neuseeland James Hunter James Lassche Peter Taylor Curtis Rapley                                                                                          | 5:57,28 | Vereinigtes Königreich Adam Freeman-Pask William Fletcher Jonathan Clegg Chris Bartley                                                                      | 5:59,98 |
| Leichtgewichts-Achter (LM8+)                 | Italien Simone Molteni Catello Amarante Petru Zaharia Leone Barbaro Stefano Oppo Vincenzo Serpico Francesco Schisano Paolo Di Girolamo Enrico D’Aniello (Stm.) | 6:02,27 | Australien John Price John McDonnell Timothy Widdicombe Alister Foot Blair Tunevitsch Darryn Purcell Nicholas Silcox Simon Nola Timothy Webster (Stm.)    | 6:06,51 | Vereinigte Staaten David Morgenstern Bryan Pape Tobin McGee Brendan Mulvey Dorian Weber Joshua Getz Peter Gibson Sean Gibel Michael Hwang (Stm.)            | 6:10,20 |

### Frauen
| Bootsklasse                        | Gold | Gold    | Silber | Silber  | Bronze | Bronze  |
| ---------------------------------- | --- | ------- | --- | ------- | --- | ------- |
| Einer (W1x)                        | Australien Kim Crow | 7:31,34 | Neuseeland Emma Twigg | 7:33,57 | Tschechien Miroslava Knapková | 7:36,88 |
| Doppelzweier (W2x)                 | Litauen Donata Vištartaitė Milda Valčiukaitė | 6:51,82 | Neuseeland Fiona Bourke Zoe Stevenson | 6:51,86 | Belarus Kazjaryna Karsten Julija Bitschyk | 6:55,90 |
| Doppelvierer (W4x)                 | Deutschland Annekatrin Thiele Carina Bär Julia Richter Britta Oppelt                                                                                           | 6:41,86 | Kanada Emily Cameron Katharine Goodfellow Carling Zeeman Antje von Seydlitz-Kurzbach                                                                       | 6:45,02 | Polen Sylwia Lewandowska Joanna Leszczyńska Magdalena Fularczyk-Kozłowska Natalia Madaj                                                         | 6:46,27 |
| Zweier ohne Steuerfrau (W2-)       | Vereinigtes Königreich Helen Glover Polly Swann | 7:22,82 | Rumänien Roxana Cogianu Nicoleta Albu | 7:25,75 | Neuseeland Kayla Pratt Rebecca Scown | 7:27,58 |
| Vierer ohne Steuerfrau (W4-)       | Vereinigte Staaten Emily Huelskamp Olivia Coffey Tessa Gobbo Felice Mueller                                                                                    | 6:43,15 | Kanada Sarah Black Christine Roper Natalie Mastracci Cristy Nurse                                                                                          | 6:47,62 | Australien Hannah Vermeersch Alexandra Hagan Charlotte Sutherland Lucy Stephan                                                                  | 6:49,26 |
| Achter (W8+)                       | Vereinigte Staaten Amanda Polk Kerry Simmonds Emily Regan Lauren Schmetterling Grace Luczak Meghan Musnicki Victoria Opitz Caroline Lind Katelin Snyder (Stf.) | 6:02,14 | Rumänien Cristina Ilie Ionelia Zaharia Cristina Grigoraș Ioana Crăciun Camelia Lupașcu Andreea Boghian Roxana Cogianu Nicoleta Albu Daniela Druncea (Stf.) | 6:07,04 | Kanada Lisa Roman Jennifer Martins Carolyn Ganes Susanne Grainger Sarah Black Christine Roper Natalie Mastracci Cristy Nurse Kristen Kit (Stf.) | 6:09,34 |
| Leichtgewichts-Einer (LW1x)        | Österreich Michaela Taupe-Traer | 7:50,62 | Griechenland Aikaterini Nikolaidou | 7:53,23 | Vereinigtes Königreich Ruth Walczak | 7:54,12 |
| Leichtgewichts-Doppelzweier (LW2x) | Italien Laura Milani Elisabetta Sancassani | 7:17,31 | Vereinigte Staaten Kristin Hedstrom Kathleen Bertko | 7:20,73 | Deutschland Lena Müller Anja Noske | 7:22,24 |
| Leichtgewichts-Doppelvierer (LW4x) | Niederlande Mirte Kraaijkamp Maaike Head Rianne Sigmond Marie-Anne Frenken                                                                                     | 6:49,80 | Vereinigte Staaten Rachel Stortvedt Hillary Saeger Helen Tompkins Nancy Miles                                                                              | 6:54,22 | Italien Greta Masserano Enrica Marasca Giulia Pollini Eleonora Trivella                                                                         | 6:57,06 |

### Pararudern
| Bootsklasse                                | Gold                                                                                         | Gold    | Silber                                                                                         | Silber  | Bronze                                                                                    | Bronze  |
| ------------------------------------------ | -------------------------------------------------------------------------------------------- | ------- | ---------------------------------------------------------------------------------------------- | ------- | ----------------------------------------------------------------------------------------- | ------- |
| AS-Männer-Einer (ASM1x)                    | Australien Erik Horrie                                                                       | 4:35,98 | Ukraine Igor Bondar                                                                            | 4:42,62 | Russland Alexei Tschuwaschew                                                              | 4:44,15 |
| AS-Frauen-Einer (ASW1x)                    | Russland Natalja Bolschakowa                                                                 | 5:13,95 | Norwegen Birgit Skarstein                                                                      | 5:18,79 | Brasilien Claudia Santos                                                                  | 5:18,79 |
| TA-Mixed-Doppelzweier (TAMix2x)            | Australien Gavin Bellis Kathryn Ross                                                         | 3:58,00 | Frankreich Perle Bouge Stéphane Tardieu                                                        | 3:59,93 | Ukraine Iryna Kyrytschenko Dmytro Ivanov                                                  | 4:03,34 |
| LTA-Mixed-Doppelzweier (LTAMix2x)          | Ukraine Kateryna Morosowa Dmytro Aleksieiev                                                  | 3:27,98 | Deutschland Anke Molkenthin Marcus Klemp                                                       | 3:34,48 | Vereinigte Staaten Paul Hurley Natalie McCarthy                                           | 4:08,59 |
| LTA-Mixed-Vierer mit Steuermann (LTAMix4+) | Vereinigtes Königreich Pamela Relph Naomi Riches Oliver Hester James Fox Oliver James (Stm.) | 3:16,12 | Italien Paola Protopapa Lucilla Aglioti Tommaso Schettino Omar Airolo Giuseppe Di Capua (Stm.) | 3:21,70 | Südafrika Shannon Murray Lucy Perold Dieter Rosslee Gavin Kilpatrick Willie Morgan (Stm.) | 3:22,90 |

## Medaillenspiegel
| Platz | Land                   | Gold | Silber | Bronze | Gesamt |
| ----- | ---------------------- | ---- | ------ | ------ | ------ |
| 1     | Italien                | 3    | 2      | 3      | 8      |
| 2     | Australien             | 3    | 2      | 1      | 6      |
| 3     | Vereinigtes Königreich | 3    |        | 5      | 8      |
| 4     | Vereinigte Staaten     | 2    | 2      | 4      | 8      |
| 5     | Norwegen               | 2    | 1      |        | 3      |
| 6     | Niederlande            | 2    |        | 1      | 3      |
| 7     | Dänemark               | 2    |        |        | 2      |
| 8     | Deutschland            | 1    | 5      | 2      | 8      |
| 9     | Neuseeland             | 1    | 3      | 1      | 5      |
| 10    | Ukraine                | 1    | 1      | 1      | 3      |
| 11    | Griechenland           | 1    | 1      |        | 2      |
| 11    | Litauen                | 1    | 1      |        | 2      |
| 11    | Schweiz                | 1    | 1      |        | 2      |
| 14    | Tschechien             | 1    |        | 1      | 2      |
| 14    | Russland               | 1    |        | 1      | 2      |
| 16    | Österreich             | 1    |        |        | 1      |
| 16    | Kroatien               | 1    |        |        | 1      |
| 18    | Frankreich             |      | 3      | 1      | 4      |
| 19    | Kanada                 |      | 2      | 1      | 3      |
| 20    | Rumänien               |      | 2      |        | 2      |
| 21    | Kuba                   |      | 1      |        | 1      |
| 22    | Belarus                |      |        | 1      | 1      |
| 22    | Brasilien              |      |        | 1      | 1      |
| 22    | Ungarn                 |      |        | 1      | 1      |
| 22    | Polen                  |      |        | 1      | 1      |
| 22    | Südafrika              |      |        | 1      | 1      |
| Summe | Summe                  | 27   | 27     | 27     | 81     |

Anmerkung: In die Tabelle fließen die Ergebnisse aus allen olympischen, nichtolympischen sowie paralympischen Bootsklassen mit ein.

## Sonstiges
- Im ASM 1x unterbot der Australier Erik Horrie die Weltbestzeit von Huang Cheng um 10 Sekunden auf 4:35,98.[35]
- Im ASW 1x unterbot die Russin Natalia Bolshakova die Weltbestzeit von Alla Lysenko um 11 Sekunden auf 5:13,95.[36]
- Der Deutschland-Achter gewinnt das erste Mal seit 2007 nicht den Weltmeistertitel.[37]
- Nach den Weltmeisterschaften traf sich der Weltruderverband zum außerordentlichen Kongress, um die Ruder-Weltmeisterschaften 2017 und 2018 festzulegen.[38] Mit Jean-Christophe Rolland wurde auch ein Nachfolger für den langjährigen Präsidenten Denis Oswald gewählt.